# 曹明生
曹明生（1959年—），臺灣屏東人，2003年元旦晉升少將，是排灣族第一位陸軍少將。退役後，曹明生在欣欣生技食品公司擔任總經理。